# Viện hàn lâm Khoa học Xã hội Úc
Viện hàn lâm Khoa học Xã hội Úc (tiếng Anh: Academy of the Social Sciences in Australia) là một tổ chức tự trị, phi chính phủ, nhằm thúc đẩy sự tiến triển của kiến thức và việc nghiên cứu trong lãnh vực khoa học xã hội
Viện hàn lâm Khoa học Xã hội Úc được thành lập năm 1971. Tiền thân của Viện là "Hội đồng nghiên cứu Khoa học Xã hội Úc" được thành lập năm 1942. Viện hàn lâm Khoa học Xã hội Úc có 350 viện sĩ.

## Xuất bản phẩm
- Annual report 1971-1972 http://dispatch.opac.d-nb.de/DB=1.1/CMD?ACT=SRCHA&IKT=8506&TRM=873308-9 Lưu trữ ngày 3 tháng 2 năm 2016 tại Wayback Machine
- Occasional paper http://dispatch.opac.d-nb.de/DB=1.1/CMD?ACT=SRCHA&IKT=8&TRM=1323-7136%5B%5D
- Dialogue http://dispatch.opac.d-nb.de/DB=1.1/CMD?ACT=SRCHA&IKT=8&TRM=1038-7803%5B%5D
- Academy papers http://dispatch.opac.d-nb.de/DB=1.1/CMD?ACT=SRCHA&IKT=8&TRM=2202-4697%5B%5D